# Niki Volos Football Club
 (août 2022).
Si vous disposez d'ouvrages ou d'articles de référence ou si vous connaissez des sites web de qualité traitant du thème abordé ici, merci de compléter l'article en donnant les références utiles à sa vérifiabilité et en les liant à la section « Notes et références ».
Maillots
| \| Volos \| Localisation de la ville de Volos |
| Volos                                         |

Le Gymnastikos Syllogos Níki Volos (en grec moderne : Γυμναστικός Σύλλογος Νίκη Βόλου / « Victoire de Volos »), plus couramment abrégé en Níki Vólou, est un club grec de football fondé en 1924 et basé à Néa Ionia, dans la banlieue de la ville de Volos, en Magnésie, dans la région de Thessalie.
Le stade officiel du club est historiquement le petit stade Pantelis Magoulas de 4 500 places, mais, à partir de 2004, le Stade Olympique Panthessaliko est de plus en plus utilisé. 
Le Niki Volos est né à la suite de la « grande catastrophe » de 1922 qui a causé la fuite des Grecs de Smyrne (actuelle Izmir dans la région d'Ionie en Turquie). De nombreux réfugiés de Smyrne s'installent définitivement en Grèce, à Athènes, Thessalonique et Volos, où ils forment des communautés. Le Niki Volos est l'un des principaux clubs de football fondés par l'une de ces communautés après Panionios et l'Apollon Smyrnis. 
Le Niki Volos est l'un des principaux clubs de football de la Thessalie. Il a remporté la Beta Ethniki (deuxième division) en 1961 et est resté six saisons en première division. C'est le deuxième club de la ville de Volos avec l'Olympiakos.
Depuis les années 2004, le club tente de s'installer durablement au plus haut niveau du football grec mais n'a pu éviter la descente en Gamma Ethniki (troisième division). Il commence alors une remontée laborieuse dans la hiérarchie du football grec marquée par une grande instabilité des staffs administratifs et techniques. À l'issue de la saison 2013-2014, le Niki Volos remporte le titre de Football League et revient ainsi dans l'élite, la Superleague Ellàda, mais est relégué administrativement en cours de saison en raison de problèmes financiers.

## Historique

### Ère Pantelis Magoulas
Après la Catastrophe d'Asie mineure en 1922, les émigrés grecs de Smyrne trouvent pour certains refuge en Thessalie, dans la banlieue de Volos, dans la petite ville qui portera le nom de Néa Ionia (« Nouvelle Ionie ») en souvenir de la région d'Ionie, leur terre d'origine. En 1924, ces réfugiés fondent le club de « Γυμναστικός Σύλλογος Προσφύγων Βόλου », qui signifie « Association Sportive des Réfugiés ». La fondation du club est entérinée par la décision no 239 du 19-8-1922 au registre des associations reconnues de la ville de Volos. Ce n'est que quelques années plus tard qu'est adoptée l'idée d'associer le mot « NIKH » ou « victoire » en grec au nom de l'association. Dans un premier temps, il avait été proposé de la nommer « Apollon », pour évoquer le dieu antique, puis « Panionios », du nom d'un club multi-sports de Smyrne dont faisaient partie plusieurs des réfugiés ; d'autres anciens pensionnaires de ce club installés dans la banlieue d'Athènes ont d'ailleurs fondé le Paniónios GSS. Enfin, Pantelis Magoulas propose « Victoire » après avoir vu le dessin d'un graffiti sur un mur parlant de Άπτερου Νίκης soit la « victoire déplumée ». La nouvelle dénomination est officialisée le 21 septembre 1926, la décision modificative no 299 des registres renommant l'« Association Sportive des Réfugiés de Volos » en « Γυμναστικός Σύλλογος η Νίκη » en grec soit « Association Sportive Victoire ».     
Les premiers sièges sociaux du club sont situés sur les plages des Argonautes et de Saint-Nicolas (Αργοναυτών et Αγίου Νικολάου en grec) à Volos. Les vestiaires se trouvaient quant à eux à Kartalio (Καρτάλιο). Les couleurs de l'équipe sont choisies en référence à celles du drapeau national grec, afin de représenter l'importance de la « grécité » dans la communauté d'Asie Mineure.  
À partir de 1928, l'équipe dispose de son propre espace à Néa Ionia et de son propre terrain, surnommé « la cage » (Κλούβα en grec). Niki décroche ses premiers titres en 1933 en remportant la Coupe de Thessalie ainsi que le championnat régional de football de Thessalie.

### Passage au professionnalisme, premières saisons dans l'élite
En 1960, après avoir remporté tous les titres locaux, Niki Volos accède à la compétition nationale en s'inscrivant au championnat de deuxième division de Grèce, et devient à cette occasion un club professionnel. Dès 1961, l'équipe première remporte cette compétition, et accède ainsi à partir de 1962 au cercle des 10 meilleures équipes grecques qui disputent le championnat de première division. Niki Volos parvient à se maintenir à ce niveau jusqu'en 1966.

### Redescente au niveau intermédiaire
En 1966, le club doit redescendre en division inférieure. Il s'efforce par la suite de revenir dans l'élite mais sans succès. Niki Volos est rongé par des problèmes financiers qui se répercutent sur les résultats sportifs. En 1975, relégué de deuxième division, le club redescend au niveau amateur. Il remonte en 1976, et remporte la même année le titre de Coupe de Grèce Amateur. Par la suite, Niki Volos est à nouveau relégué de deuxième division.

### Un départ manqué
En juin 2004, l'équipe parvient finalement à faire son retour en seconde division, alors appelée la Beta Ethniki. L'équipe forme avec les deux autres équipes de Thessalie (AEL Larissa et Olympiakos Volou) un trio dont la présence anime fortement le championnat.
Pour la saison 2004-2005, Niki Volos bénéficie pour la première fois du stade olympique du Panthessaliko Stadium, enceinte de près de 22 700 places assises construite à l'occasion des Jeux olympiques d'Athènes 2004. Le club conserve cependant également son enceinte historique « Pantelis Magoulas », qu'il utilise pour les matches à domicile de moindre affluence. Pendant les trois saisons suivantes, l'équipe est à la lutte pour réaliser son objectif, la montée en Superleague, mais échoue à chaque fois de peu. La saison suivante est beaucoup plus décevante, et en juin 2007 Niki Volos est à nouveau relégué à l'étage inférieur.

### Instabilité générale puis retour à l'élite (2007-2014)
La descente en division inférieure, soit en Gamma Ethniki (troisième division), se produit dans une atmosphère de crise et de rupture entre l'administration du club et les supporters. Le 6 juillet 2008, la propriété du club change de main avec la prise en fonction de Stratos Gidopoulos qui nomme en février 2009 un nouvel entraîneur, Veliko Dovedan.
À partir de juin 2009, Niki Volou connaît une période difficile avec des problèmes administratifs et financiers. Un projet de fusion avec l'Olympiakos Volos est proposé par le président Gidos Stratopoulos qui permettrait au nouveau club d'accéder directement à la deuxième division, mais les supporters s'expriment majoritairement contre cette idée lors d'un vote public. Ce résultat est un camouflet pour Stratopoulos, dont les méthodes de gestion du club sont de plus en plus contestées. Il s'avère que 180 000 euros manquent aux finances du club pour pouvoir évoluer la saison suivante en 3e division. Certains joueurs n'ont pas été rémunérés et d'autres ont quitté le club. Le président affirme qu'il quittera la présidence du club. Une réunion entre joueurs et administration a lieu le 30 juin.
Le 20 août 2009, alors que Niki Volou vient de passer un été très difficile en raison du grand nombre d'incertitudes pesant sur son avenir pour la nouvelle saison, il est annoncé que les finances du club ont pu être renflouées. Un effectif au complet peut être mis en place pour défendre les couleurs du club. Sur le plan sportif, cette saison 2009-2010 s'avère très difficile pour le PAE Niki Volou qui parvient seulement à grand peine à sauver sa place dans le championnat de troisième division. Cette saison ayant été marquée par une réforme des championnats de troisième division, quatrième division et régional, le Niki Volou a passé toute la saison sous la menace d'une rétrogradation en ligue régionale. À ces difficultés sportives s'ajoutent des problèmes financiers, la faillite du club n'ayant pu être que provisoirement écartée.
L'été suivant est à nouveau agité en coulisse. Le 17 juillet 2010, Niki Volou présente ses nouveaux projets pour la saison à venir avec comme objectifs l'assainissement économique du club et l'ouverture de la présidence qui était jusqu'ici réservée à Stratos Gidopoulous. Le marché des transferts débute ainsi dès le 18 juillet pour le PAE Niki Volou avec comme objectif de construire une équipe pouvant être compétitive pour la montée en deuxième division. Cet objectif est finalement atteint à l'issue de la saison suivante (2011-2012), que le club termine à la deuxième place. Niki Volou accède ainsi à la Football league, qui offre quatre places pour la Superleague aux équipes terminant dans les trois premières places, ainsi qu'une place pour les équipes qui ont terminé entre la quatrième et la septième attribuée à l'issue de barrages. À l'intersaison, le club est de nouveau très actif sur le marché des transferts en engageant de nombreux joueurs. Un nouvel entraîneur est nommé, Stelios Manolas, ex-international grec. Celui-ci est remplacé ensuite par Apostolos Charalabidis qui va conduire Niki à la septième place qualificative pour les play-offs offrant la dernière des quatre places à la division supérieure. L'équipe échoue ensuite dans les play-offs d'accession .
La saison suivante, Niki Volou se qualifie une nouvelle fois pour les play-offs d'accession à la Superleague Ellàda en terminant deuxième du Groupe Nord de la Football League. Terminant cette fois en première position des play-offs, le club de Volos remporte le titre de champion de deuxième division, et accède ainsi à l'élite du football grec pour la première fois depuis 1966. Cette saison tourne rapidement court en raison de nouveaux problèmes financiers : incapable de payer ses joueurs, le club ne peut présenter d'équipe pendant cinq journées de suite. Prenant acte de cette situation, les instances de la Superleague annoncent en janvier 2015 la relégation officielle en deuxième division de Niki Volou, qui va commencer la saison suivante en Football League avec moins six points et se voit de plus infligé une amende.

## Les stades
- Le stade Pantelis Magoulas à Nea Ionia (Volos) construit en 1924. Son affluence record a eu lieu en 1983 avec comme visiteurs, l'Olympiakos Volos et 6000 spectateurs. C'est le stade historique du club.

- Le Panthessaliko Stadium bâti pour les Jeux olympiques d'Athènes 2004 héberge régulièrement les matches de Niki Volos FC. Il peut contenir 22 700 spectateurs. L'affluence record n'a pas eu lieu pour un match d'un club de football de Volos mais pour Grèce-Mexique le 17 août 2004 lors des Jeux Olympiques (21 457 sp). Les matches ayant lieu actuellement accueillent régulièrement un millier de supporters.

- Le stade officiel de Niki Volos est le stade "Pantelis Magoulas", qui offre l'image d'un chaudron lorsque les derbies ont lieu. Les affluences records ont régulièrement lieu avec les affiches opposant Niki à l'Olympiakos Volos, AEL Larissa.

## Bilan sportif

### Palmarès
| Compétitions nationales |
| --- |
| - Championnat de Grèce D2 (2) : - Champion : 1960-61 et 2013-14. - Championnat de Grèce D3 (2) : - Champion : 1992-93 et 2001-02. - Championnat de Grèce D4 (2) : - Champion : 1975-76 et 1995-96. |

### Bilan par saison
en cours de mise à jour
Sources : rsssf.com
| Saison                                                                                   | Championnat          | Championnat   | Championnat | Championnat | Championnat | Championnat | Championnat | Championnat | Championnat | Championnat | Championnat | Coupe de Grèce | Coupe de la Ligue | Europe/Autre | Europe/Autre |
| Saison                                                                                   | Division             | Classement    | Pts         | J           | V           | N           | D           | Bp          | Bc          | Diff.       | Moy. spec.  | Coupe de Grèce | Coupe de la Ligue | Europe/Autre | Europe/Autre |
| ---------------------------------------------------------------------------------------- | -------------------- | ------------- | ----------- | ----------- | ----------- | ----------- | ----------- | ----------- | ----------- | ----------- | ----------- | -------------- | ----------------- | ------------ | ------------ |
| Pas de championnat pour la saison 1940-1941.                                             |                      |               |             |             |             |             |             |             |             |             |             |                |                   |              |              |
| Aucune compétition n'est jouée entre 1941 et 1946 pour cause de Seconde Guerre mondiale. |                      |               |             |             |             |             |             |             |             |             |             |                |                   |              |              |
| 1946-47                                                                                  | -                    | -e            | -           | -           | -           | -           | -           | -           | -           | -           | -           | -              | -                 | -            | -            |
| 1947-48                                                                                  | -                    | -e            | -           | -           | -           | -           | -           | -           | -           | -           | -           | -              | -                 | -            | -            |
| 1948-49                                                                                  | -                    | -e            | -           | -           | -           | -           | -           | -           | -           | -           | -           | -              | -                 | -            | -            |
| Pas de championnat pour la saison 1949-1950.                                             |                      |               |             |             |             |             |             |             |             |             |             |                |                   |              |              |
| 1950-51                                                                                  | -                    | -e            | -           | -           | -           | -           | -           | -           | -           | -           | -           | -              | -                 | -            | -            |
| Pas de championnat pour la saison 1951-1952.                                             |                      |               |             |             |             |             |             |             |             |             |             |                |                   |              |              |
| 1952-53                                                                                  | -                    | -e            | -           | -           | -           | -           | -           | -           | -           | -           | -           | -              | -                 | -            | -            |
| 1953-54                                                                                  | Championnat National | 5e            | 16          | 10          | 2           | 2           | 6           | 8           | 19          | -11         | -           | -              | -                 | -            | -            |
| 1954-55                                                                                  | -                    | -e            | -           | -           | -           | -           | -           | -           | -           | -           | -           | -              | -                 | -            | -            |
| 1955-56                                                                                  | Groupe Centre        | 3e            | 18          | 8           | 4           | 2           | 2           | 7           | 5           | +2          | -           | -              | -                 | -            | -            |
| 1956-57                                                                                  | -                    | 3e            | 42          | 18          | 11          | 2           | 5           | 38          | 23          | +15         | -           | 1/2 f.         | -                 | -            | -            |
| 1957-58                                                                                  | -                    | -e            | -           | -           | -           | -           | -           | -           | -           | -           | -           | -              | -                 | -            | -            |
| 1958-59                                                                                  | -                    | -e            | -           | -           | -           | -           | -           | -           | -           | -           | -           | -              | -                 | -            | -            |
| 1959-60                                                                                  | B'                   | -e            | -           | -           | -           | -           | -           | -           | -           | -           | -           | - Tour         | -                 | -            | -            |
| 1960-61                                                                                  | B'                   | -e            | -           | -           | -           | -           | -           | -           | -           | -           | -           | -              | -                 | -            | -            |
| 1961-62                                                                                  | A'                   | 11e           | 52          | 30          | 5           | 12          | 13          | 35          | 54          | -19         | -           | -              | -                 | -            | -            |
| 1962-63                                                                                  | A'                   | 11e           | 54          | 30          | 8           | 8           | 14          | 24          | 39          | -15         | -           | - Tour         | -                 | -            | -            |
| 1963-64                                                                                  | A'                   | 14e           | 54          | 30          | 8           | 8           | 14          | 34          | 43          | -9          | -           | -              | -                 | -            | -            |
| 1964-65                                                                                  | A'                   | 13e           | 53          | 30          | 9           | 5           | 16          | 23          | 48          | -25         | -           | -              | -                 | -            | -            |
| 1965-66                                                                                  | A'                   | 16e           | 44          | 30          | 4           | 6           | 20          | 20          | 65          | -45         | -           | - Tour         | -                 | -            | -            |
| 1966-67                                                                                  | B'                   | 8e            | 70          | 34          | 12          | 12          | 10          | 54          | 48          | +6          | -           | -              | -                 | -            | -            |
| 1967-68                                                                                  | B'                   | 7e            | 62          | 30          | 11          | 10          | 9           | 40          | 33          | +7          | -           | -              | -                 | -            | -            |
| 1968-69                                                                                  | B'                   | 6e            | 73          | 34          | 16          | 7           | 11          | 39          | 33          | +6          | -           | - Tour         | -                 | -            | -            |
| 1969-70                                                                                  | B'                   | 15e           | 61          | 34          | 15          | 5           | 14          | 31          | 32          | -1          | -           | - Tour         | -                 | -            | -            |
| 1970-71                                                                                  | B'                   | 16e           | 62          | 34          | 8           | 12          | 14          | 25          | 40          | -15         | -           | - Tour         | -                 | -            | -            |
| 1971-72                                                                                  | B'                   | 12e           | 72          | 35          | 9           | 16          | 13          | 39          | 38          | +1          | -           | - Tour         | -                 | -            | -            |
| 1972-73                                                                                  | B'                   | 14e           | 73          | 38          | 13          | 9           | 16          | 47          | 63          | -16         | -           | - Tour         | -                 | -            | -            |
| 1973-74                                                                                  | B'                   | 16e           | 34          | 40          | 12          | 10          | 18          | 33          | 45          | -12         | -           | - Tour         | -                 | -            | -            |
| 1974-75                                                                                  | B'                   | 16e           | 31          | 38          | 8           | 15          | 15          | 41          | 45          | -4          | -           | - Tour         | -                 | -            | -            |
| 1975-76                                                                                  | Γ'                   | -e            | -           | -           | -           | -           | -           | -           | -           | -           | -           | - Tour         | -                 | -            | -            |
| 1976-77                                                                                  | B'                   | 11e           | 37          | 38          | 16          | 5           | 17          | 54          | 56          | -2          | -           | - Tour         | -                 | -            | -            |
| 1977-78                                                                                  | B'                   | 11e           | 36          | 38          | 15          | 6           | 17          | 48          | 39          | +9          | -           | - Tour         | -                 | -            | -            |
| 1978-79                                                                                  | B'                   | 10e           | 36          | 38          | 14          | 8           | 16          | 42          | 52          | -10         | -           | - Tour         | -                 | -            | -            |
| 1979-80                                                                                  | B'                   | 2e            | 40          | 38          | 15          | 12          | 11          | 42          | 37          | +5          | -           | - Tour         | -                 | -            | -            |
| 1980-81                                                                                  | B'                   | 8e            | 39          | 38          | 14          | 11          | 13          | 49          | 43          | +6          | -           | - Tour         | -                 | -            | -            |
| 1981-82                                                                                  | B'                   | 9e            | 38          | 38          | 16          | 6           | 16          | 55          | 43          | +12         | -           | - Tour         | -                 | -            | -            |
| 1982-83                                                                                  | B'                   | 9e            | 43          | 38          | 16          | 11          | 11          | 45          | 43          | +2          | -           | - Tour         | -                 | -            | -            |
| 1983-84                                                                                  | B'                   | 19e           | 30          | 38          | 11          | 8           | 19          | 39          | 61          | -22         | -           | - Tour         | -                 | -            | -            |
| 1984-85                                                                                  | Γ'                   | 11e           | 39          | 40          | 18          | 4           | 18          | 62          | 44          | +18         | -           | - Tour         | -                 | -            | -            |
| 1985-86                                                                                  | Γ'                   | 3e            | 48          | 38          | 19          | 10          | 9           | 65          | 34          | +31         | -           | - Tour         | -                 | -            | -            |
| 1986-87                                                                                  | Γ'                   | 3e            | 47          | 38          | 19          | 9           | 10          | 64          | 32          | +32         | -           | - Tour         | -                 | -            | -            |
| 1987-88                                                                                  | Γ'                   | 2e            | 44          | 31          | 16          | 6           | 9           | 39          | 29          | +10         | -           | - Tour         | -                 | -            | -            |
| 1988-89                                                                                  | B'                   | 13e           | 33          | 34          | 12          | 9           | 13          | 37          | 37          | 0           | -           | -              | -                 | -            | -            |
| 1989-90                                                                                  | B'                   | 17e           | 24          | 34          | 8           | 8           | 18          | 35          | 54          | -19         | -           | -              | -                 | -            | -            |
| 1990-91                                                                                  | Γ'                   | 13e           | 33          | 34          | 12          | 9           | 13          | 49          | 41          | +8          | -           | -              | -                 | -            | -            |
| 1991-92                                                                                  | Γ'                   | 14e           | 31          | 34          | 13          | 5           | 16          | 37          | 41          | -4          | -           | -              | -                 | -            | -            |
| 1992-93                                                                                  | Δ'                   | -e            | -           | -           | -           | -           | -           | -           | -           | -           | -           | -              | -                 | -            | -            |
| 1993-94                                                                                  | Γ'                   | 3e            | 64          | 34          | 19          | 7           | 8           | 46          | 26          | +20         | -           | -              | -                 | -            | -            |
| 1994-95                                                                                  | Γ'                   | 9e            | 48          | 34          | 14          | 6           | 14          | 47          | 43          | +4          | -           | -              | -                 | -            | -            |
| 1995-96                                                                                  | Γ'                   | Champion      | 67          | 34          | 19          | 10          | 5           | 48          | 23          | +25         | -           | -              | -                 | -            | -            |
| 1996-97                                                                                  | B'                   | 6e            | 55          | 34          | 16          | 7           | 11          | 51          | 34          | +17         | -           | -              | -                 | -            | -            |
| 1997-98                                                                                  | B'                   | 5e            | 54          | 34          | 17          | 3           | 14          | 37          | 46          | -9          | -           | 3e Tour        | -                 | -            | -            |
| 1998-99                                                                                  | B'                   | 17e           | 28          | 34          | 8           | 4           | 22          | 35          | 63          | -28         | -           | 1er Tour       | -                 | -            | -            |
| 1999-00                                                                                  | Γ'                   | 13e           | 52          | 38          | 13          | 13          | 12          | 44          | 47          | -3          | -           | 1er Tour       | -                 | -            | -            |
| 2000-01                                                                                  | Δ'                   | 3e            | 71          | 30          | 22          | 5           | 3           | 71          | 25          | +41         | -           | 1er Tour       | -                 | -            | -            |
| 2001-02                                                                                  | Δ'                   | Champion      | 75          | -           | -           | -           | -           | 87          | 20          | +67         | -           | 1er Tour       | -                 | -            | -            |
| 2002-03                                                                                  | Γ'                   | 4e            | 67          | 38          | 19          | 10          | 9           | 40          | 27          | +13         | -           | 1er Tour       | -                 | -            | -            |
| 2003-04                                                                                  | B'                   | 6e            | 49          | 30          | 13          | 10          | 7           | 31          | 18          | +13         | -           | 1er Tour       | -                 | -            | -            |
| 2004-05                                                                                  | B'                   | 4e            | -           | -           | -           | -           | -           | 33          | 16          | +17         | 1er Tour    | -              | -                 | -            |              |
| 2005-06                                                                                  | Football League      | 10e           | 38          | -           | -           | -           | -           | 32          | 31          | +1          | -           | 1/4 de Finale  | -                 | -            | -            |
| 2006-07                                                                                  | Football League      | 18e           | 44          | 32          | 11          | 11          | 10          | 37          | 33          | +4          | -           | 2e Tour        | -                 | -            | -            |
| 2007-08                                                                                  | Football League 2    | 10e           | 44          | 32          | 11          | 11          | 10          | 37          | 33          | +4          | -           | 2e Tour        | -                 | -            | -            |
| 2008-09                                                                                  | Football League 2    | 7e            | 49          | 34          | 13          | 10          | 11          | 32          | 26          | +6          | -           | 2e Tour        | -                 | -            | -            |
| 2009-10                                                                                  | Football League 2    | 11e           | 38          | 32          | 9           | 11          | 12          | 30          | 38          | -8          | -           | 1er Tour       | -                 | -            | -            |
| 2010-11                                                                                  | Football League 2    | 11e           | 40          | 32          | 13          | 5           | 14          | 28          | 31          | -3          | -           | 1er Tour       | -                 | -            | -            |
| 2011-12                                                                                  | Football League 2    | Vice-champion | 40          | 22          | 11          | 7           | 4           | 31          | 11          | +20         | -           | 1er Tour       | -                 | -            | -            |
| 2012-13                                                                                  | Football League      | 7e Play-Offs  | 68          | 40          | 17          | 17          | 6           | 44          | 23          | +21         | -           | 1/32e Finale   | -                 | -            | -            |

Légende
Pts = points; J = joués; V = victoires; N = nuls; D = défaites; Bp = buts pour; Bc = buts contre; Diff = différence de buts; Moy. spec. : affluence moyenne; n.c. : non connu

### Statistiques en championnat
- Plus grande victoire en 1re division : 3-0 contre Aris Salonique, Doxa Drama et Ethnikos Le Pirée
- Plus grande défaite en 1re division : 6-0 contre l'AEK Athènes
- Notes: Le championnat de première division (A' Ethniki) existe depuis 1927, le deuxième (B' Ethniki) depuis 1959, le championnat de troisième division (G' Ethniki) depuis 1966; les statistiques sont établies à partir de ces dates.

Les statistiques sont issues des 5 saisons de Niki Volou depuis sa création en 1924 jusqu'au 9 juin 2012.
| Division   | Saisons | Titres | Matchs Joués | Victoires | Nuls | Défaites | Buts marqués | Buts encaissés | Différence |
| Α' Ethniki | 5       | 0      | 150          | 34        | 39   | 77       | 136          | 249            | -113       |
| B' Ethniki | 28      | 2      | 941          | 344       | 234  | 363      | 1151         | 1145           | +6         |
| G' Ethniki | 16      | 2      | 558          | 245       | 136  | 177      | 717          | 538            | +179       |

### Les saisons
Résumé des saisons de Niki Volos FC depuis la saison 2008-2009.

#### Saison 2008-2009
Il s'agit de la seconde saison de Niki Volos en Gamma Ethniki ou 3e division, les joueurs et tout le staff a pour objectif de faire mieux que la saison précédente où Niki avait terminé 10e avec 44 points.

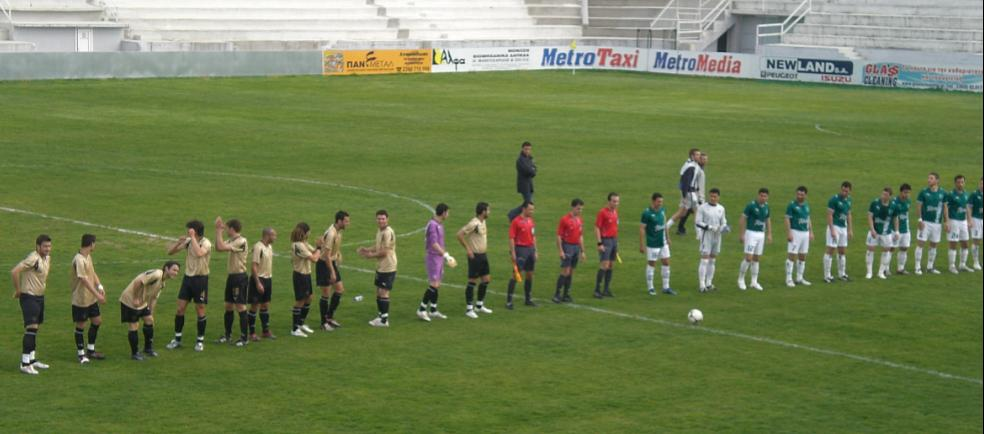
Entrée des joueurs de Niki Volos au Makedonikos FC

La saison actuelle prouve que Niki Volos FC est sur une phase ascendante mais qu'il reste encore des efforts à faire, d'un point de vue sportif mais aussi extra-sportif. Niki Volos a pour objectif de reprendre le rang qui est le sien, mais pour cela, il faut qu'elle puisse se hisser au niveau des équipes qui cette saison monte en Beta Ethniki : Doxa Dramas, Illioupolis…

#### Saison 2009-2010
La saison sera difficile. Le cadre administratif du club n'est pas le meilleur avec de nombreux soucis dont une législative pour l'engagement du club dans le championnat. Économiquement le club tient grâce aux nombreux renflouement du mécène Stratos Gidopoulos.
L'équipe tente de se stabiliser malgré les épisodes de l'été. L'équipe a pour objectif principal le maintien pour mieux construire.
Au moment du mercato d'hiver, une nouvelle crise éclate. Elle est encore d'origine financière avec des retards dans les paiements des salaires de joueurs. 
Le principal actionnaire du club Stratos Gidopoulos intervient ce qui permet à l'équipe de confirmer sa présence pour la reprise du championnat le 10 janvier contre la Doxa Kranoulas.
Le championnat poursuit avec des moments difficiles et des défaites qui rapprochent dangereusement l'équipe vers l'amateurisme.
À la fin du championnat, l'équipe de Nii Volou enregistre les précieux points qui permettent d'entrevoir des lendemains plus heureux. L'équipe se maintient sportivement en troisième division avec la 11e place après un mach nul 1-1 contre la Doxa Kranoulas.

#### Saison 2010-2011
La saison débute officiellement avec l'entrée en lice de Niki au premier tour de coupe de Grèce. Elle doit affronter l'homologue de troisième division Rouf issu de l'autre groupe. Le premier match est synonyme d'élimination malgré les efforts d'une équipe pas encore complètement prête. Les premiers matches sont encore approximatifs et les résultats attendus tardent à venir. Lors de la 9e journée du championnat, le club démontre une force contre Makedonikos pour prendre la victoire en toute fin de match après un match qui restera dans les archives du club. Le match qui suit à Naupacte est une victoire et place Niki Volou en seconde place au classement général.

#### Saison 2011-2012
Niki Volou termine le championnat de troisième division dans les places qualificatives pour intégrer la nouvelle « Football League » (deuxième division) grecque. Elle évoluera après une saison mitigée en résultat à l'ultime division avec la Superleague.

#### Saison 2012-2013
- Niki Volou a comme objectif la montée en Superleague. Il est annoncé et le club procède à de nombreux recrutements allant dans le sens d'une équipe compétitive. Elle l'est dès le début du championnat en se plaçant juste derrière le favori : Ergotelis.

Jusqu'à fin 2012, l'équipe est dans le trio de tête. Mais après quelques matches sont décevants sur le plan des résultats, elle laisse ce trio s'échapper. Stelios Manolas alors entraîneur donne sa démission en février 2013.
- Niki Volou prend la septième place du championnat de 2e division et se qualifie pour les play-offs permettant de tenter la montée pour la Superleague. L'équipe de Volos enregistre trois matches nuls et trois défaites. Elle se classe quatrième et laisse l'équipe d'Agrinio monter en première division.
- Niki Volou se prépare à commencer une nouvelle campagne de recrutements pour la nouvelle saison.

#### Saison 2013-2014
- La saison est lancée avec de très nombreux recrutements.

## Personnalités du club

### Staff actuel
- Andréas Patsis (Président)
- Akis Kountouris (Directeur Conseil)
- Panagiotis Tzanavaras (Entraîneur)
- Sertzian Tserovic (Directeur technique - responsable -17 ans)
- Vassilis Adonopoulos (Représentant SA à la commission )
- Georgios Koudounas (Assistant)
- Kostas Grigoriadis (Entraîneur gardiens)

### Présidents du club
- Nikos Imeraj
- Andréas Patsis
- Nikos Papaconstantinou

### Entraîneurs du club
| - Ettore Trevisan (1961 - 1963) - Kleánthis Vikelídis (1963 - 1964) - Makis Katsavakis (1987 - 1989) - Vasilis Antoniadis (1997) - Gerhard Prokop (1997 - 1998) - Kostas Chatzis (1998) - Vangelis Vouroukos (1999 - 2000) - Dionysis Beslikas (2000) - Ivan Jovanović (2001 - 2002) - Giannis Gounaris (2002) - Nikolaos Chatzikyriakidis (2002 - 2003) - Kostas Stamatiou (2003) - Nikos Kourbanas (2003 - 2004) - Radek Rabušic (2004 - 2005) - Giannis Gounaris (2005) - Myron Sifakis (2005 - 2006) - Nikos Kourbanas (2006) - Gjoko Hadžievski (2006) | - Myron Sifakis (2006) - Giorgos Foiros (2006 - 2007) - Stavros Diamantopoulos (2007) - Nikolaos Zalikas (2007 - 2008) - Nikos Kourbanas (2008) - Leon Gardikiotis (2008 - 2009) - Veljko Dovedan (2009) - Jorge Barrios (2009 - 2010) - Pedro Pasculli (2010 - 2011) - Apostolos Charalampidis (2011) - Veljko Dovedan (2011) - Alexandros Alexiou (2011 - 2012) - Apostolos Charalampidis (2012) - Periklis Amanatidis (2012) - Stélios Manolás (2012 - 2013) - Leonidas Bilis (2013) - Georgios Chatzaras (2013) - Apostolos Charalampidis (2013) | - Panagiotis Tzanavaras (2013) - Nikolaos Chondrodinis (2013) - Luciano (2013 - 2014) - Alekos Vosniadis (2014) - Wiljan Vloet (2014) - Sven Vandenbroeck (2014) - Panagiotis Tzanavaras (2014 - 2015) - Kostas Velitzelos (2015 - 2016) - Stefanos Xirofotos (2016) - Leonidas Bilis (2016) - Stefanos Xirofotos (2016 - 2017) - Fangio Buyse (2017 - 2018) - Giorgos Koutsis (2018) - Ratko Dostanić (2018 - 2019) - Isaac (2019) - Staikos Vergetis (2019 - 2021) - Alekos Vosniadis (2021 - ) |

### Joueurs
- Simeonidis
- Magoulas
- Pandelaras
- Vouroukos
- Katsalis
- Sougioultzopoulos

## Les supporters du club
Le club du Niki Volou est supporté par plusieurs groupes de supporters dont certains sont dispersés sur la Grèce entière.
La plupart se réunissent autour de quelques clubs officiels dont :
- Blue Angels Gate 3 (Θύρα 3)[3]
- Blue club[4]
- Club de fans de Salonique[5]

### Vidéothèque
- Buts de l'AEL contre Niki Volou 1999[6]
- Derby Niki Volou - Olympiakos Volos[7]